# Michele Panareto
Michele Panareto (in greco Μιχαήλ Πανάρετος?; 1320 circa – 1390 circa) è stato un funzionario dell'Impero trapezuntino e uno storico greco.
La sua unica opera sopravvissuta è una cronaca dell'impero trapezuntino di Alessio I Comneno e dei suoi successori. Questa cronaca non solo fornisce un quadro cronologico di questo impero medievale, ma contiene anche molto materiale prezioso sulla storia iniziale dei Turchi Ottomani da una prospettiva bizantina, tuttavia era quasi sconosciuta fino a quando Jakob Philipp Fallmerayer la scoprì nel XIX secolo tra i manoscritti della Biblioteca Marciana di Venezia. "Grazie a questa cronaca, scialba ma veritiera", scrive il bizantinista russo Alexander Alexandrovich Vasiliev, "è stato possibile ripristinare in una certa misura la sequenza cronologica degli eventi più importanti della storia di Trebisonda. Questa cronaca copre il periodo dal 1204 al 1426 e fornisce diversi nomi di imperatori precedentemente sconosciuti".

## Biografia
Tutto ciò che si sa di Panareto è quel poco che ci racconta nella sua cronaca. Era un protosebastos e protonotarios al servizio di Alessio III Comneno. Panareto fa la sua prima apparizione in una voce del 1351, quando registra che si recò con la madre dell'imperatore Alessio III, Irene di Trebisonda, in Limnia contro il ribelle Costantino Doranita. Quale fosse l'esatta posizione di Panareto in quel momento non è certo, ma la sua successiva apparizione avviene solo al termine della guerra civile trapezuntina, quando riporta di aver partecipato con l'imperatore Alessio III a un disastroso attacco a Cheriana, al quale egli stesso scampò per un pelo. In seguito, egli allude a se stesso usando la prima persona plurale quando registra gli eventi negli annali. Ma non fa riferimento a se stesso per nome fino all'annotazione dell'aprile 1363: faceva parte di un'ambasciata, di cui faceva parte anche il megas logothetes, Giorgio Scholaris, inviata a Costantinopoli per negoziare il matrimonio tra una delle figlie di Alessio e uno dei figli dell'imperatore Giovanni V Paleologo. Oltre all'imperatore, questa ambasciata incontrò nell'ordine anche l'imperatore-monaco Giovanni VI Cantacuzeno, il podestà veneziano e Leonardo Montaldo, capitano della genovese Galata.
Sappiamo che ebbe almeno due figli, entrambi morti nel 1368 mentre Penareto si trovava a Costantinopoli: Costantino, morto per annegamento all'età di quindici anni, e Romano, morto di malattia all'età di diciassette anni. Panareto fu ovviamente molto colpito dalla loro morte, perché questi sono gli unici eventi personali che descrive nella sua cronaca.

## LaCronaca

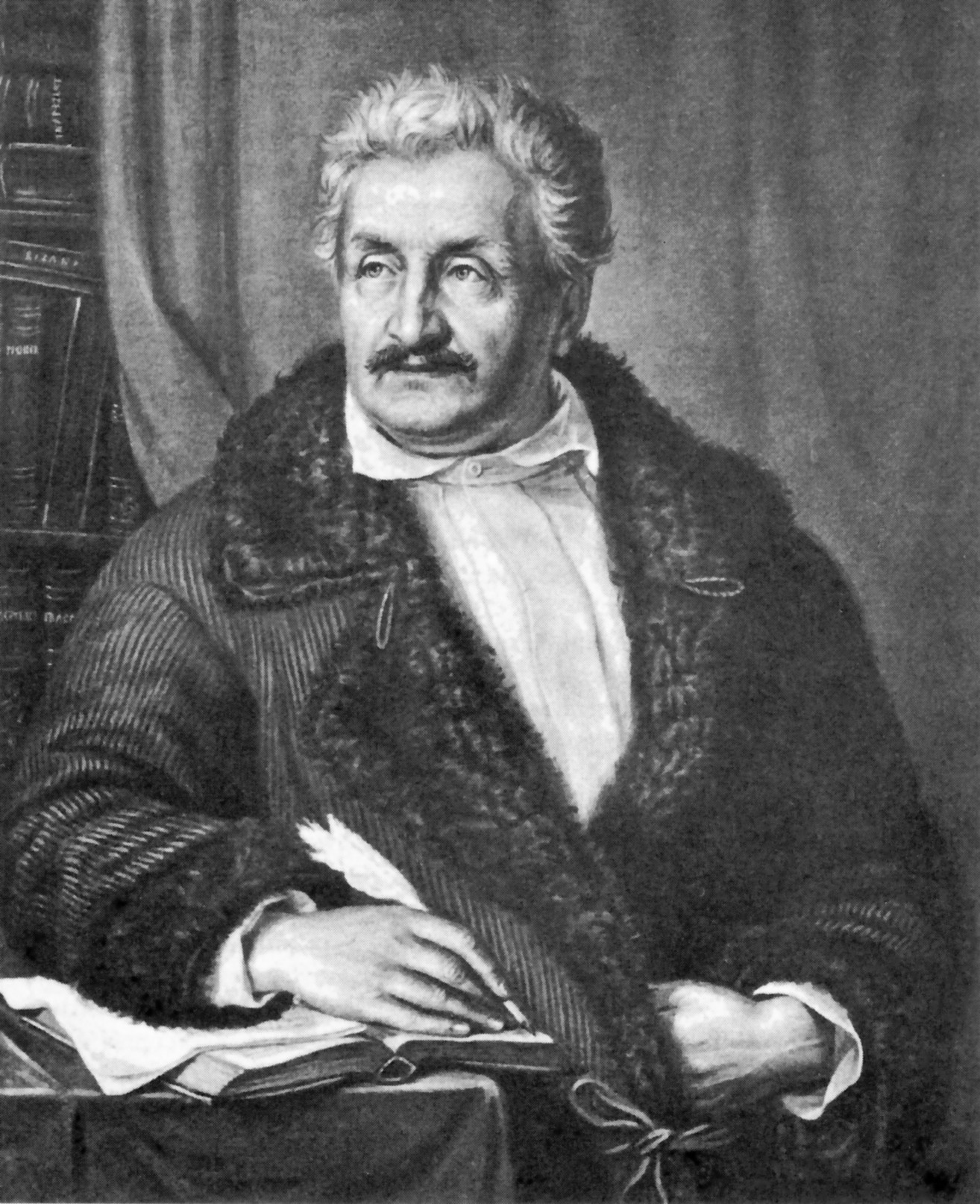
Lo storico Jakob Philipp Fallmerayer, che riscoprì la cronaca di Panareto nel 1844

La sua Cronaca è un'opera molto breve di venti pagine stampate, che copre la storia dell'Impero di Trebisonda dalla sua fondazione nel 1204. Nella sua forma superstite, ci sono almeno cinque voci alla fine datate dal 1395 al 1426 (o 1429) che gli esperti attribuiscono a uno o più continuatori; una lacuna di circa 10 righe che separa l'ultima voce (che porta la data "nello stesso anno") potrebbe essere la prova che il copista si è trovato "di fronte a una cancellazione, o semplicemente si è sentito costretto a omettere un passaggio che i suoi lettori di corte desideravano sopprimere", ma Anthony Bryer sottolinea che lo scrivano "non ha fatto alcun tentativo di coprire il fatto". "Lo stesso Bryer ha proposto che questa lacuna contenesse almeno due voci che si riferivano all'assassinio dell'imperatore Alessio IV Mega Comneno.
Non si sa dove Panareto abbia trovato le informazioni per la sua opera; nel corpo della sua opera non fa alcuna allusione alle sue fonti. Circa la metà della cronaca è dedicata agli anni tra il 1349 e il 1390, che rientrano nella sua vita adulta. Le interviste con i contemporanei più anziani potrebbero fornire materiale per la generazione precedente alla sua vita. Fallmerayer ha fatto riferimento a un passaggio dell'Elogio storico di Bessarione in cui si afferma che nel palazzo imperiale c'era una sala affrescata in cui erano esposti i ritratti di tutti i Mega Comeneni con le loro famiglie in ordine cronologico, con brevi resoconti del loro regno. "Questa galleria dinastica, con le sue iscrizioni, avrebbe potuto facilmente servire a Panareto come base per la sua breve pre-cronaca. Panareto fornisce informazioni cronologiche sui sovrani fino ad Alessio III in due forme - le date di inizio e fine del regno e la durata del regno - che non sempre coincidono, il che suggerisce che egli abbia attinto ad almeno due fonti scritte per questi dati.
Panareto si differenzia dalla tradizione degli storici greci perché non scrive in un greco attico e colto, ma nel greco pontico che era comunemente usato nella Trebisonda del suo tempo. In tutta la cronaca, Panareto non si riferisce mai ai suoi connazionali come greci, come era consuetudine a Bisanzio, ma come Romaioi, ovvero come cristiani. Sebbene la cronaca si concluda nel 1426, gli studiosi sono concordi nel ritenere che le ultime quattro voci siano state scritte da un anonimo.
L'unica copia di quest'opera fa parte del Codex Marcianus Graecus 608/coll. 306, una delle sei opere contenute in questo manoscritto. Tutte le opere che compongono questo manoscritto sono state scritte dallo stesso gruppo di scrivani; la carta di questo manoscritto ha filigrane che indicano che è stato fatto tra il 1440 e il 1450, il che ha portato Peter Schreiner a datare questo manoscritto a quel decennio. Sebbene si pensasse che il manoscritto fosse giunto alla Biblioteca Marciana dalla biblioteca privata di Bessarione, le indagini di Schreiner dimostrano che era stato posseduto alla fine del XV secolo (durante la vita di Bessarione) da Giovanni Zaccaria; a un certo punto del XVIII secolo il manoscritto entrò in possesso di Giambattista Recanati, il cui testamento lasciò la sua biblioteca privata in eredità alla Biblioteca Marciana il 12 novembre 1734.
Sebbene la Cronaca di Panareto sia stata scoperta da Fallmerayer, l'Editio princeps fu opera del suo collega Gottlieb Tafel, che pubblicò il testo greco nel 1832 in appendice alla sua edizione dell'Eustathii Thessalonicensis Opuscula, ma senza traduzione o commento. Fallmerayer pubblicò un'edizione del testo greco con traduzione e commento in tedesco nel 1844. Il primo testo critico della Cronaca fu realizzato da Spyridōn Lampros, uno studioso greco, nel 1907. Un'altra edizione fu pubblicata da Odysseus Lampsidēs nel 1958. L'edizione più recente, con una traduzione in inglese, è stata realizzata da Scott Kennedy nel 2019.